# Tostat
Tostat – miejscowość i gmina we Francji, w regionie Oksytania, w departamencie Pireneje Wysokie.
Według danych na rok 1990 gminę zamieszkiwało 499 osób, a gęstość zaludnienia wynosiła 80 osób/km² (wśród 3020 gmin regionu Midi-Pireneje Tostat plasuje się na 593. miejscu pod względem liczby ludności, natomiast pod względem powierzchni na miejscu 1388.).